# 可児市子育て健康プラザ
可児市子育て健康プラザ（かにしこそだてけんこうプラザ）は、岐阜県可児市下恵土5076番地にある子育て支援施設。愛称は「マーノ」(mano)。
名鉄広見線新可児駅とJR太多線可児駅の駅前すぐの場所にある。西棟1階には図書ラウンジ、レストラン、健康スタジオ、中央児童センター「にこっと」などがあり、2階には可児市役所子育て支援課・こども課・健康増進課、市民支援室などがあり、3階には可児市保健センターがある。東棟の1階と2階には駐車場があり、3階には親子サロン絆る～むがある。

## 沿革
2018年（平成30年）5月6日に開館した。同年には一般社団法人照明学会による照明普及賞を受賞した。

## 施設
- 西棟
  - 図書ラウンジ（1階）
  - レストラン（1階）
  - 健康スタジオ（1階）
  - 中央児童センター「にこっと」（1階）
  - 可児市役所こども健康部子育て支援課（2階）
  - 可児市役所こども健康部こども課（2階）
  - 可児市役所こども健康部健康増進課（2階）
  - 可児市保健センター（3階）

- 東棟
  - 駐車場（1階・2階）
  - 親子サロン絆る～む（3階）

## 利用案内
開館時間
- 全館 - 8時30分から21時
- 可児市役所 - 8時30分から17時15分
- 絆る～む - 平日は9時から17時、土日祝日は9時から12時
- 中央児童センターにこっと - 8時30分から21時

休館日
- 全館 - 毎月第1土曜日、年末年始
- 可児市役所 - 土日祝日、年末年始
- 絆る～む - 毎月第1土曜日、年末年始
- 中央児童センターにこっと - 毎月第1土曜日、年末年始

アクセス
- 名鉄広見線新可児駅下車から徒歩1分
- JR太多線可児駅から徒歩1分

## 文献
- 『近代建築』近代建築社、2018年6月号
- 『建築ジャーナル』建築ジャーナル社、2018年7月号